# Mateusz Pospieszalski

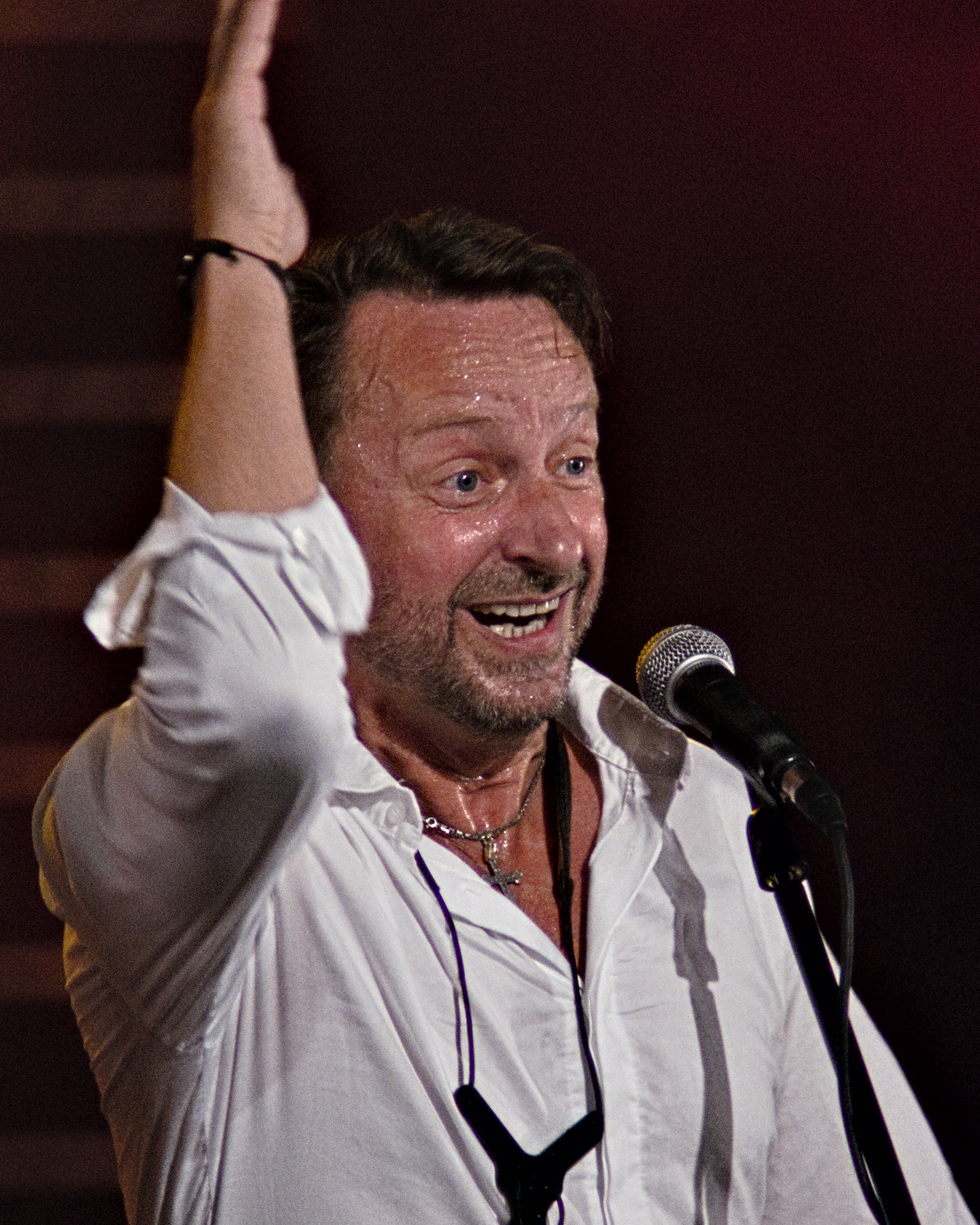
Mateusz Pospieszalski (2019)

Mateusz Pospieszalski (* 6. Oktober 1965 in Częstochowa) ist ein polnischer Fusion- und Jazzmusiker (Saxophon, Flöte, Bassklarinette, auch Keyboard und Perkussion, Arrangement, Komposition) und Musikproduzent.

## Leben und Wirken
Pospieszalski stammt aus einer Musikerfamilie; Marcin, Jan und Karol Pospieszalski sind seine Brüder; Marek und Łukasz Pospieszalski sind seine Söhne. Nach der Ausbildung spielte er seit 1986 im Quartett Voo Voo, mit dem mehrere Alben erschienen. Daneben war er in weiteren Fusionbands wie Free Corporation, Tie Break, Woo Boo Doo, Graal und Green Revolution tätig. In der Rockmusik war er mit Bands wie Śmierć Kliniczna, 2TM 2,3 und Habakuk im Studio. Daneben trat er auch mit Antonina Krzysztoń, Grażyna Trela, Anna Maria Jopek, Martyna Jakubowicz, Gordon Haskell, Stanisław Sojka, Arka Noego und Raz, dwa, trzy auf. Er produziert die Folkband Zakopower. Seine Kompositionen und Arrangements wurden von Dee Dee Bridgewater, Anna Maria Jopek, Nick Cave, Tadeusz Nalepa, Justyna Steczkowska (Eurovision Song Contest 1995), Adam Nowak, Maciej Maleńczuk, Maria und Jan Peszek, Kinga Preis sowie Zbigniew Zamachowski interpretiert. 
Pospieszalski komponiert auch für Film und Theater. Er verfasste die Musik für Spielfilme wie Balanga (Regie: Łukasz Wylężałek), Sezon na leszcza (Bogusław Linda), Hot Thursday, Farba, Co słonko widziało (alle von Michał Rosa) sowie für Fernsehproduktionen wie Goracy czwartek oder Stebuklas. Weiterhin komponierte er Musik für Theaterstücke in der Inszenierung von Jerzy Bielunas bzw. Michał Rosa, die in den Theatern von Gdynia, Chorzów, Opole, Katowice und Toruń aufgeführt werden.

## Preise und Auszeichnungen
1994 erhielt Pospieszalski für die Musik zu Hot Thursday einen Preis beim Polnischen Filmfestival  Gdynia, 2002 für die Musik zu dem Theaterstück W 80 dni dookoła świata (Rozrywki-Theater in Chorzów, Regie: Jerzy Bielunas) die Złotą Maskę. 2010 wurde er in der Kategorie „Komponist des Jahres“ für den Fryderyk der Polnischen Phonographischen Industrie nominiert. Beim Przeglad Piosenki Aktorskiej-Festival in Wroclaw 2015 wurde er mit dem Tukan des Aleksander-Bardini-Kapitels und dem Meisterdiplom für den langjährigen herausragenden Beitrag zur Schaffung von musikalischen Darbietungen und für seine Arbeit als Produzent ausgezeichnet.

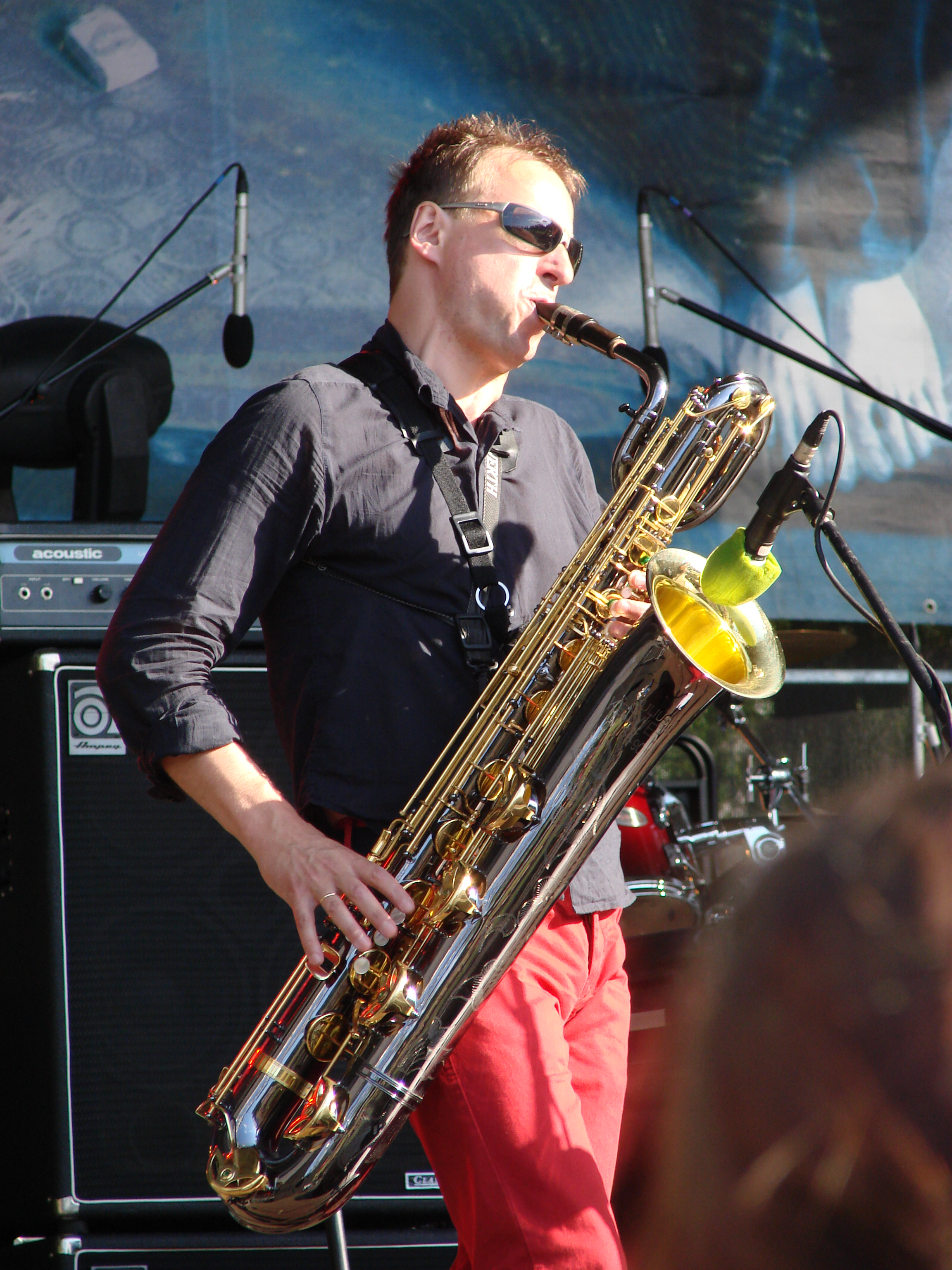
Mateusz Pospieszalski (2009)

## Diskographische Hinweise
- Mateusz Pospieszalski & Voo Voo & Tie Break: Matika. Muzyka filmowa (Polton 1995)
- Mateusz, Marcin, Marek Pospieszalscy: EMPE 3 (Polskie Radio; 2008)
- Kolędy – Mateo Pospieszalski Solo (Box Music; 2008)
- Pamiętnik z Powstania Warszawskiego (Polskie Radio; 2009)
- Opowieść zimowa (Box Music; 2009)
- Mój Biegun (Universal Music Polska; 2013)
- Solo (Universal Music Polska; 2013)
- Tralala (Polskie Radio; 2017)

mit Tie Break
- Tie Break (Polskie Nagrania 1989)
- Retrospekcja. koncert. Kraków (Pomaton 1994)
- Poezje ks. Jana Twardowskiego (Edycja św. Pawła 1995)
- Yanina: Portret wewnętrzny (Pomaton 1995)

mit Graal
- Darmozjad (Polonia Records 1997)
- Truskafki (Polonia Records 1999)
- Live in Bohema Jazz Club (Biodro Records 2007)

mit Stanisław Sojka
- Live (1993)
- Soykanova (Pomaton 2002)
- Acoustic (Capitol / EMI 2004)